# Margaret Getchell LaForge
Margaret Getchell LaForge, född 1841, död 1880, var en amerikansk entreprenör. 
Hon var gift med Abiel T. LaForge, kompanjor till grundaren av Macy's, och fick vid flera tillfällen ansvaret för företaget. 